# Episodi di Teen Wolf (terza stagione)
La terza stagione della serie televisiva Teen Wolf, composta da 24 episodi, è stata trasmessa sul canale statunitense MTV in due parti separate: la prima metà della stagione è andata in onda dal 3 giugno al 19 agosto 2013, mentre la seconda metà è andata in onda dal 6 gennaio al 24 marzo 2014.
Anche in Italia la stagione è stata trasmessa sul canale satellitare Fox in due parti separate: la prima metà della stagione è andata in onda dal 29 ottobre 2013 al 21 gennaio 2014, mentre la seconda metà è andata in onda dal 16 luglio al 27 agosto 2014. È stata trasmessa in chiaro dal 2 luglio al 3 dicembre 2015 su Rai 4.
Al termine di questa stagione esce dal cast principale Crystal Reed.
Gli antagonisti principali della stagione sono Deucalion con il branco di Alfa e il Darach/Jennifer Blake nella prima parte di stagione e il Nogitsune nella seconda.
| nº            | Titolo originale           | Titolo italiano              | Prima TV USA     | Prima TV Italia  |
| Prima parte   | Prima parte                | Prima parte                  | Prima parte      | Prima parte      |
| ------------- | -------------------------- | ---------------------------- | ---------------- | ---------------- |
| 1             | Tattoo                     | Indelebile                   | 3 giugno 2013    | 29 ottobre 2013  |
| 2             | Chaos Rising               | Scomparsi                    | 10 giugno 2013   | 5 novembre 2013  |
| 3             | Fireflies                  | Alleanze                     | 17 giugno 2013   | 12 novembre 2013 |
| 4             | Unleashed                  | Scatenato                    | 24 giugno 2013   | 19 novembre 2013 |
| 5             | Frayed                     | A pezzi                      | 1º luglio 2013   | 26 novembre 2013 |
| 6             | Motel California           | Motel California             | 8 luglio 2013    | 3 dicembre 2013  |
| 7             | Currents                   | Correnti                     | 15 luglio 2013   | 10 dicembre 2013 |
| 8             | Visionary                  | Punti di vista               | 22 luglio 2013   | 17 dicembre 2013 |
| 9             | The Girl Who Knew Too Much | La ragazza che sapeva troppo | 29 luglio 2013   | 17 dicembre 2013 |
| 10            | The Overlooked             | Aria di tempesta             | 5 agosto 2013    | 7 gennaio 2014   |
| 11            | Alpha Pact                 | Il patto degli alfa          | 12 agosto 2013   | 14 gennaio 2014  |
| 12            | Lunar Eclipse              | Eclissi lunare               | 19 agosto 2013   | 21 gennaio 2014  |
| Seconda parte |                            |                              |                  |                  |
| 13            | Anchors                    | Incubi                       | 6 gennaio 2014   | 16 luglio 2014   |
| 14            | More Bad Than Good         | Coyote                       | 13 gennaio 2014  | 16 luglio 2014   |
| 15            | Galvanize                  | Il serial killer             | 20 gennaio 2014  | 23 luglio 2014   |
| 16            | Illuminated                | Notte di festa               | 27 gennaio 2014  | 23 luglio 2014   |
| 17            | Silverfinger               | Gli oni                      | 3 febbraio 2014  | 30 luglio 2014   |
| 18            | Riddled                    | Il demone dentro             | 10 febbraio 2014 | 30 luglio 2014   |
| 19            | Letharia Vulpina           | Letharia Vulpina             | 17 febbraio 2014 | 6 agosto 2014    |
| 20            | Echo House                 | Rinchiuso                    | 24 febbraio 2014 | 6 agosto 2014    |
| 21            | The Fox and the Wolf       | La volpe e il lupo           | 3 marzo 2014     | 20 agosto 2014   |
| 22            | De-Void                    | In profondità                | 10 marzo 2014    | 20 agosto 2014   |
| 23            | Insatiable                 | Presentimento                | 17 marzo 2014    | 27 agosto 2014   |
| 24            | The Divine Move            | La mossa divina              | 24 marzo 2014    | 27 agosto 2014   |

## Indelebile
- Titolo originale: Tattoo
- Diretto da: Russell Mulcahy
- Scritto da: Jeff Davis

### Trama
Isaac è privo di sensi e viene salvato da una ragazza in moto, Braeden. I due vengono inseguiti da due licantropi gemelli che cercano di ucciderli, ma Braeden riesce a risolvere la situazione sparando ai due uno speciale proiettile elettrico. Scott si fa fare un tatuaggio, che avrebbe dovuto fare per i 18 anni, ma lo anticipa come premio per non aver chiamato Allison per tutta l'estate, ma quando sale sull'auto di Stiles, le due bande nere, rappresentanti una ferita aperta per il dolore che ha provato non potendo parlare con Allison, scompaiono e la sua pelle si rimargina, eliminando il tatuaggio. Allison e Lydia sono in auto e stanno andando ad un appuntamento a quattro quando ad un semaforo vengono affiancate dalla jeep di Stiles e Scott rivede Allison. Per non dover parlare con Scott Allison dice a Lydia di partire, ignorando il semaforo rosso, ma subito dopo un cervo terrorizzato si schianta sul parabrezza dell'auto di Lydia, spaventando le due ragazze. Il giorno dopo i ragazzi si preparano per il primo giorno di scuola del penultimo anno di liceo. Scott è cambiato e si è impegnato molto durante l'estate per diventare uno studente e un figlio migliore. Allison è preoccupata di rivedere Scott, ma va comunque a scuola con Lydia, mentre Stiles continua a fare ricerche sul cervo della sera prima. Alla prima ora i ragazzi vengono accolti con un SMS della nuova professoressa di inglese che intima a tutti di spegnere i cellulari. Scott viene chiamato in ospedale dalla madre che lo informa della situazione di Isaac. All'ospedale Scott ha uno scontro con un Alfa, che cercava di portare via Isaac dall'ospedale, ma viene salvato da Derek. In classe, durante la lezione, uno stormo di corvi si getta contro le finestre dell'aula creando grande scompiglio. Derek pensa che lo strano comportamento degli animali sia causato dall'arrivo degli Alfa. Braeden, che si era recata a scuola in cerca di Scott, incontra Allison e Lydia e stringe loro gli avanbracci fino a lasciare loro dei lividi, poi attende l'arrivo degli Alpha che la sconfiggono, dopodiché viene uccisa dal capobranco, un uomo non vedente chiamato Deucalion. Dopo aver rifatto il tatuaggio in modo permanente a Scott, Derek rivela al ragazzo la presenza di un branco di Alfa e gli dice inoltre che Boyd e Erica sono stati catturati.
- Guest star: JR Bourne (Chris Argent), Linden Ashby (Sceriffo Stilinski), Melissa Ponzio (Melissa McCall), Daniel Sharman (Isaac Lahey), Seth Gilliam (Alan Deaton), Gideon Emery (Deucalion), Felisha Terrell (Kali), Brian Patrick Wade (Ennis), Charlie Carver (Ethan), Max Carver (Aiden), Meagan Tandy (Braeden), Haley Webb (Jennifer Blake).
- Altri interpreti: Brandon Boyce (Dr. Vandenburg), Cody Griffith (Brandon), Christian Taylor (Preside), Kevin 'Repo' Thomas (Artista).
- Non accreditati: Sinqua Walls (Vernon Boyd), Adelaide Kane (Cora Hale).
- Ascolti USA: telespettatori 2 360 000[3]

## Scomparsi
- Titolo originale: Chaos Rising
- Diretto da: Russell Mulcahy
- Scritto da: Jeff Davis

### Trama
Un'amica d'infanzia di Stiles, Heather, durante la sua festa di compleanno viene attaccata da una misteriosa creatura e scompare. I ragazzi, con l'aiuto di Peter Hale, aiutano Isaac a recuperare la memoria e così viene rivelato che, prima di essere scoperto, aveva trovato Boyd e un altro licantropo femmina, entrambi intrappolati all'interno del caveau di una banca abbandonata della città, tuttavia Erica potrebbe essere già stata uccisa. Allison scopre che i lividi che Braeden ha fatto a lei e a Lydia corrispondono al logo di una banca, e si introduce di nascosto, ma viene scoperta da Mrs Morrell che le indica un ripostiglio dove nascondersi dagli Alpha. All'interno trova il cadavere di Erica. Derek, Scott, Stiles e Peter pianificano un'irruzione all'interno della banca, basandosi sui progetti di una rapina avvenuta anni prima. Quando Derek e Scott aprono la porta del caveau per liberarli, Derek scopre che l'altro licantropo è sua sorella minore Cora, che tutti credevano morta. Tutt'intorno al caveau è stata disseminata della polvere di frassino, per intrappolare tutti e infatti Boyd e Cora, selvaggi e assetati di sangue a causa della luna piena, quasi uccidono Scott e Derek. Non avendo altra scelta, Allison rompe il sigillo che impediva ai licantropi di scappare, liberando così Boyd e Cora. Derek, arrabbiato per l'azione rischiosa compiuta da Allison, dice a Scott di rivelarle cosa sua madre aveva cercato di fargli prima di morire, rivelazione che lascia la ragazza confusa.
- Special guest star: Gage Golightly (Erica Reyes).
- Guest star: Linden Ashby (Sceriffo Stilinski), Daniel Sharman (Isaac Lahey), Orny Adams (Bobby Finstock), Seth Gilliam (Alan Deaton), Ian Bohen (Peter Hale), Gideon Emery (Deucalion), Bianca Lawson (Marin Morrell), Sinqua Walls (Vernon Boyd), Keahu Kahuanui (Danny Mahealani), Brian Patrick Wade (Ennis), Felisha Terrell (Kali), Charlie Carver (Ethan), Max Carver (Aiden), Adelaide Kane (Cora Hale), Caitlin Custer (Heather).
- Altri interpreti: Shantal Nyree Rhodes (Danielle).
- Ascolti USA: telespettatori 2 108 000[4]

## Alleanze
- Titolo originale: Fireflies
- Diretto da: Tim Andrew
- Scritto da: Lucas Sussman

### Trama
Scott rivela la verità ad Allison sulle azioni di sua madre e Derek trova il corpo di Erica. Intanto Boyd e Cora (la sorella minore di Derek) sono liberi e vagano per la città sotto l'influenza della luna piena. Dopo aver salvato due bambini e una campeggiatrice dai due, Derek, Isaac e Scott decidono di chiedere aiuto a Chris Argent per catturare i due licantropi. Nel frattempo Lydia si ritrova, senza rendersene conto, a guidare nei pressi di una piscina dove trova il corpo senza vita di un ragazzo; quindi decide di chiedere aiuto a Stiles, che corre in suo soccorso. Più tardi, in ospedale, la madre di Scott mostra a Stiles il cadavere del ragazzo e quello di una ragazza trovata giorni prima, che Stiles riconosce come Heather, sparita la sera del suo compleanno. Con l'aiuto diretto di Chris e indiretto di Allison, i ragazzi riescono ad attirare e rinchiudere Boyd e Cora all'interno della sala caldaie della scuola, non sapendo però che anche l'insegnante d'inglese di Scott resta intrappolata con loro. Derek rischia la vita per salvarla, trattenendo Boyd e Cora fino al sorgere del sole. Stiles in ospedale dice a Scott che ha scoperto un collegamento tra il ragazzo morto e Heather, concludendo che qualcuno sta uccidendo vergini in sacrificio e temendo che presto anche Emily (la ragazza della campeggiatrice aggredita) sarà presto ritrovata, morta e torturata nello stesso modo di Heather e del bagnino. L'episodio si conclude infatti con il ritrovamento di questa terza vittima (anch'essa vergine), da parte dello sceriffo Stilinski.
- Guest star: JR Bourne (Chris Argent), Melissa Ponzio (Melissa McCall), Linden Ashby (Sceriffo Stilinski), Daniel Sharman (Isaac Lahey), Ian Bohen (Peter Hale), Sinqua Walls (Vernon Boyd), Adelaide Kane (Cora Hale), Haley Webb (Jennifer Blake), Caitlin Custer (Heather).
- Altri interpreti: Mieko Hillman (Tara Graeme), Zelda Williams (Caitlin), Lauren McKnight (Emily), Anton Starkman (Billy), Dani Fish (Breanne).
- Non accreditati: Gage Golightly (Erica Reyes).
- Ascolti USA: telespettatori 1 670 000[5]

## Scatenato
- Titolo originale: Unleashed
- Diretto da: Tim Andrew
- Scritto da: Alyssa Clark & Jesec Griffin

### Trama
Alla clinica veterinaria Scott salva la vita a Proiettile, un cucciolo avvelenato dal vischio, tuttavia il giovane padrone dell'animale scompare misteriosamente in un vicolo lì vicino. Il giorno seguente Derek va ad accertarsi delle condizioni di Jennifer Blake, l'insegnante di inglese di Scott, che prova a flirtare con lui. Durante l'annuale corsa campestre Isaac intuisce che i gemelli fanno parte del branco degli Alfa e, una volta seminati gli altri studenti li attacca. Lo scontro viene interrotto dalle grida di alcuni ragazzi che hanno ritrovato il corpo di Kyle, il proprietario del cane scomparso la sera prima, ucciso nelle stesse modalità dei ragazzi vergini. Stiles, dopo aver scoperto che il ragazzo non era vergine, chiede aiuto al dottor Deaton. Nel frattempo i gemelli fanno di tutto per far innervosire Scott e Isaac, che con l'aiuto di Allison, gli rendono "pan per focaccia". Deaucalion irrompe con Kali ed Ennis nella tana di Derek e Cora, mettendoli velocemente fuorigioco. Il capobranco degli Alfa spiega a Derek (che per tutto il tempo della "visita", ha un tubo di metallo conficcato nella schiena trattenuto da Kali),che lo vuole nel suo branco, ma per essere accettato vuole che il giovane Alfa uccida un membro del suo branco, spiegando che quando un Alfa uccide un "suo" Beta, ne assimila le capacità. Stiles ed il dottor Deaton, con l'aiuto di Lydia, scoprono una nuova pista negli omicidi: a compierli sembra essere un druido oscuro, ed ora i suoi bersagli sono persone che hanno avuto una carriera militare, ultimo di questi il professor Harris. Isaac, tornato al covo di Derek, viene cacciato in malo modo da quest'ultimo e quindi chiede ospitalità a Scott.
- Guest star: Linden Ashby (Sceriffo Stilinski), Daniel Sharman (Isaac Lahey), Seth Gilliam (Alan Deaton), Orny Adams (Bobby Finstock), Bianca Lawson (Marin Morrell), Gideon Emery (Deucalion), Brian Patrick Wade (Ennis), Felisha Terrell (Kali), Charlie Carver (Ethan), Max Carver (Aiden), Adelaide Kane (Cora Hale), Haley Webb (Jennifer Blake), Keahu Kahuanui (Danny Mahealani), Eaddy Mays (Victoria Argent), Adam Fristoe (Adrian R. Harris), Mieko Hillman (Tara Graeme).
- Altri interpreti: Sloane Avery (Ashley), Jesy McKinney (Kyle).
- Ascolti USA: telespettatori 1 914 000[6]

## A pezzi
- Titolo originale: Frayed
- Diretto da: Robert Hall
- Scritto da: Angela L. Harvey

### Trama
L'episodio è caratterizzato da continui flashback che spiegano cosa sia successo precedentemente. La classe del coach Finstock, che tra gli altri comprende Scott, Stiles, Boyd, Isaac, Danny e Ethan, è in gita sullo scuolabus. Mentre Boyd ed Isaac cercano un momento buono per assalire Ethan, Scott soffre per una ferita che non si rigenera inflittagli da un Alfa durante lo scontro in cui Derek ha perso la vita. Allison e Lydia seguono il bus in macchina di nascosto per tenere sott'occhio la situazione. Il primo flashback mostra Scott che si reca nella nuova casa di Allison per convincerla a stare alla larga dalla lotta tra il branco di Alfa e quello di Derek. Mentre se ne va incontra in ascensore Deaucalion, che gli spiega che anche lui risiede nello stesso palazzo e che è intenzionato a mettere alla prova il giovane beta. Scott riferisce tutto a Derek, che lo informa che è pronto ad attaccarli con l'intenzione di uccidere Deucalion. Nel presente Stiles convince il coach a far fermare il bus e ne approfitta per portare Scott in bagno dove viene curato da Allison. Peter intanto si allea a Cora per recuperare il corpo di Derek misteriosamente scomparso, mentre Aiden, Kali e la professoressa Morrel costringono il dottor Deaton a cercare di salvare la vita a Ennis, gravemente ferito. Il secondo flashback mostra Scott ed Isaac che si recano da Deucalion per cercare una tregua, tuttavia irrompono Derek con Boyd e Cora e inizia uno scontro con gli Alfa, in cui il branco di Derek pare avere la peggio. Nel presente Allison, convinta da Lydia che la morte di Derek possa aver avuto un effetto psicologico su Scott che gli impedisca di guarire, decide di ricucirgli la ferita, non senza difficoltà. Nel mentre Isaac pesta Ethan, e solo l'intervento di Scott, ripresosi, riesce a fermare la rissa. L'ultimo flash mostra Deucalion che ordina a Derek di uccidere il suo branco, tuttavia l'intervento di Allison salva la situazione, con Scott che ferisce Ennis mostrando sorprendentemente qualità da Alfa, e Derek precipita dal secondo piano con Ennis nel tentativo di ucciderlo. I due sembrano morti. Il bus riparte, ed Allison e Lydia si aggregano alla gita per controllare che tutto vada bene. Scott ringrazia Allison per il suo intervento. Intanto Derek, ancora vivo, si presenta gravemente ferito a Jennifer.
- Guest star: JR Bourne (Chris Argent), Daniel Sharman (Isaac Lahey), Ian Bohen (Peter Hale), Orny Adams (Bobby Finstock), Seth Gilliam (Alan Deaton), Bianca Lawson (Marin Morrell), Sinqua Walls (Vernon Boyd), Gideon Emery (Deucalion), Brian Patrick Wade (Ennis), Felisha Terrell (Kali), Charlie Carver (Ethan), Max Carver (Aiden), Adelaide Kane (Cora Hale), Haley Webb (Jennifer Blake), Eaddy Mays (Victoria Argent), Keahu Kahuanui (Danny Mahealani), Jeremiah Sutheim (Jared).
- Ascolti USA: telespettatori 1 631 000[7]

## Motel California
- Titolo originale: Motel California
- Diretto da: Christian Taylor
- Scritto da: Christian Taylor

### Trama
1977, un uomo gravemente ferito a una gamba e con i segni di un morso di un licantropo, entra nella sua stanza al motel Glen Capri. Inginocchiatosi sul pavimento, pronuncia il motto della famiglia Argent "Nous chassons ceux qui nous chassent", poi i suoi occhi diventano gialli e si uccide. Il suo nome era Alexander Argent, fratello minore di Gerard. Nel presente, i ragazzi  del liceo Beacon Hills, nel mezzo di una trasferta scolastica, sostano per una notte presso lo stesso motel. Il coach distribuisce ai ragazzi le chiavi delle stanze e dice loro che dovranno dormire in due. Lydia e Allison condividono la stanza. Quest'ultima telefona a suo padre e gli comunica il nome del motel presso il quale si sono fermati. Chris, sentendo quel nome, rimane interdetto e si propone di andare a prenderla. Allison rifiuta, dicendogli che va tutto bene. Lydia si reca dalla portinaia per prendere degli asciugamani puliti e, spinta dalla curiosità, le chiede il significato del numero 198 affisso alle sue spalle. La donna risponde che 198 è il numero di clienti che si sono suicidati in quel motel. Lydia, scossa, ritorna nella sua stanza e racconta tutto ad Allison. Poco dopo, nella stanza accanto sente che un uomo e una donna stanno per suicidarsi. Sopraggiunte lì, la stanza è vuota. Lydia manda un SMS a Stiles chiedendogli di parlare. Le due ragazze si recano nuovamente in portineria. Il numero è aumentato da 198 a 201 e capiscono che altre tre persone sono morte o stanno per suicidarsi. Da una stanza vicina, Stiles, Allison e Lydia sentono il rumore di una motosega accesa. Entrando, si accorgono che Ethan sta per usare la motosega su se stesso. Stiles riesce a fermarlo e il gruppo capisce che anche gli altri licantropi tenteranno di suicidarsi. Lydia sente altre voci provenienti da un tombino. Isaac e Boyd stanno tentando di uccidersi ma un tempestivo intervento di Lydia e Stiles impedisce il loro suicidio. Scott manca all'appello: una volta arrivati nel parcheggio del motel, i suoi amici lo trovano ricoperto di benzina, pronto a darsi fuoco. Solo Stiles riesce a farlo ravvedere con un discorso profondo e toccante. A Beacon Hills, Derek e Jennifer Blake passano la notte insieme e il giovane Alpha guarisce. La mattina seguente quella nottata infernale, il coach riferisce ai ragazzi che l'incontro al quale dovevano recarsi è stato rimandato. Si ritorna a Beacon Hills. Come ringraziamento per essere stato salvato, Ethan rivela a Scott che Derek è probabilmente vivo e che se non si unirà agli Alpha, e quindi se non ucciderà un suo Beta, dovrà morire. Prima che l'autobus riparta, Lydia trova dello strozzalupo nel fischietto del coach e intuisce che era quello il responsabile del comportamento suicida dei tre licantropi. Intanto, Chris va a trovare suo padre Gerard e gli chiede il nome del licantropo che ha morso e costretto al suicidio suo zio negli anni '70. Gerard gli risponde che si chiamava Deucalion.
- Guest star: JR Bourne (Chris Argent), Daniel Sharman (Isaac Lahey), Orny Adams (Bobby Finstock), Michael Hogan (Gerard Argent), Sinqua Walls (Vernon Boyd), Gideon Emery (Deucalion), Charlie Carver (Ethan), Haley Webb (Jennifer Blake), Keahu Kahuanui (Danny Mahealani), Rick Otto (Alexander Argent), Jazmin Du Veaux (Alicia), Jayne Taini (Addetta alla reception).
- Non accreditati: Melissa Ponzio (Melissa McCall), Jeremiah Sutheim (Jared).
- Ascolti USA: telespettatori 1 855 000[8]

## Correnti
- Titolo originale: Currents
- Diretto da: Russell Mulcahy
- Scritto da: Jeff Davis

### Trama
L'episodio comincia con un tamponamento a ruota avvenuto precedentemente e tutti i feriti vengono spostati all'ospedale di Beacon Hills dove lavora la madre di Scott. Subito entra Danny, sorretto dal suo fidanzato Ethan. Danny non riesce a respirare, e vomita vischio. La madre di Scott, però, riesce a salvarlo. Il druido oscuro sceglie Deaton come prossimo sacrificio, ma prima di essere rapito avvisa Scott e gli dice di salvarlo. Dopo essere stato rapito, Deaton viene lasciato appeso per i polsi a morire per asfissia. Boyd e Isaac hanno un piano per sconfiggere gli Alpha e allagano l'appartamento di un perplesso Derek, ma non va come previsto e Derek è costretto a battersi da solo con Kali. Lydia viene convinta da Stiles e Cora a trovare Deaton usando i suoi sensi da "sensitiva", ma la ragazza disegna un albero. Scott intanto ispirato dalle parole di Deucalion che lo aveva invitato a seguire le "correnti", scopre che Deaton è all'interno della banca (il cui logo raffigura le correnti di un fiume) e lo libera, rivelando per un attimo gli occhi rossi di un Alpha. Il veterinario rivela a Scott che lui è un "Vero Alpha": un licantropo che diviene un Alpha senza dover uccidere un altro Alpha, ma puramente grazie alla propria forza di volontà e al proprio carattere. Questo avvenimento è estremamente raro, poiché non accadeva da più di 100 anni. Questo è il motivo per cui Deucalion non vuole Derek, ma Scott. Nella lotta, Kali fa in modo che Derek uccida Boyd, che ricorda come coraggiosamente è morta Erica. Derek resta scioccato davanti al corpo dell'amico morto.
- Special guest star: Gage Golightly (Erica Reyes).
- Guest star: JR Bourne (Chris Argent), Melissa Ponzio (Melissa McCall), Linden Ashby (Sceriffo Stilinski), Daniel Sharman (Isaac Lahey), Seth Gilliam (Alan Deaton), Michael Hogan (Gerard Argent), Bianca Lawson (Marin Morrell), Sinqua Walls (Vernon Boyd), Gideon Emery (Deucalion), Felisha Terrell (Kali), Charlie Carver (Ethan), Max Carver (Aiden), Adelaide Kane (Cora Hale), Haley Webb (Jennifer Blake), Keahu Kahuanui (Danny Mahealani), Mieko Hillman (Tara Graeme).
- Altri interpreti: Jules Willcox (Dott.ssa Hilyard).
- Ascolti USA: telespettatori 1 815 000[9]

## Punti di vista
- Titolo originale: Visionary
- Diretto da: Russell Mulcahy
- Scritto da: Jeff Davis

### Trama
Nel loft di Derek, Peter racconta a Stiles e a Cora il susseguirsi degli avvenimenti del passato che hanno portato Derek ad avere gli occhi di colore blu e ad essere freddo e distaccato. Nel frattempo Gerard racconta tutto a Scott e ad Allison. I racconti hanno molti legami, nell'età adolescenziale Derek si innamora di una ragazza, Paige. Mentre i due flirtano in una distilleria al di fuori di Beacon Hills, vengono interrotti da tre branchi di lupi, quello di Deucalion, di Ennis e di Kali. I tre Alpha discutono sulla morte di un Beta (appartenente al branco di Ennis) per mano dei cacciatori. Ennis vuole vendetta mentre Deucalion opta ad una soluzione pacifica. Allora compare Talia Hale, madre di Derek, un Alfa estremamente potente con la rara capacità di cambiare forma in un normale lupo. Talia e Deucalion cercano di far ragionare Ennis che però, sopraffatto dalla rabbia, crea una spirale sul muro della distilleria, il simbolo di vendetta. Deucalion, dopo il consiglio del dott. Deaton organizza un incontro pacifico con Gerard. Tale incontro gli si ritorce contro e Gerard lo acceca; arrivato alla clinica veterinaria chiede di essere lasciato solo ma in quel momento un suo Beta, Marco, lo attacca e Deucalion lo uccide assorbendone il potere. Nel presente Peter rivela a Cora e Stiles di aver detto più volte a Derek di far trasformare Paige ma lui non voleva farlo, perciò Peter decise di lasciarla ad Ennis, il quale la morse per avere una nuova Beta, ma Paige reagì male al morso e quando Derek capì che stava morendo la uccise per non farla soffrire; poi Stiles confida a Cora che non si fida della versione dei fatti di Peter. Intanto Scott è diffidente di Gerard e non crede che il vecchio abbia detto la verità, così lo minaccia dicendogli che se avesse scoperto che Gerard ha mentito, il ragazzo sarebbe tornato e lo avrebbe ucciso. Nella scena finale si vede Derek giovane che dice a sua madre che il colore dei suoi occhi è cambiato. L'episodio finisce con l'inquadratura del Derek attuale che guarda la spirale creata anni prima da Ennis.
- Guest star: JR Bourne (Chris Argent), Linden Ashby (Sceriffo Stilinski), Ian Bohen (Peter Hale), Ian Nelson (Derek da giovane), Michael Fjordbak (Peter da giovane), Seth Gilliam (Alan Deaton), Michael Hogan (Gerard Argent), Gideon Emery (Deucalion), Brian Patrick Wade (Ennis), Felisha Terrell (Kali), Adelaide Kane (Cora Hale), Ana Walczak (Laura Hale), Alicia Coppola (Talia Hale), Madison McLaughlin (Paige Krasikeva).
- Altri interpreti: Delon de Metz (Marco).
- Ascolti USA: telespettatori 1 783 000[10]

## La ragazza che sapeva troppo
- Titolo originale: The Girl Who Knew Too Much
- Diretto da: Tim Andrew
- Scritto da: Jeff Davis

### Trama
Il vice sceriffo Tara si trova a scuola. Vi si reca poiché è stata fatta una chiamata al 911, ma lì non trova altro che la morte per mano del Darach. A scoprire il corpo saranno Scott, Stiles, Allison e Lydia la quale, come avvenne precedentemente, si è trovata a scuola nonostante non fosse quello il luogo nel quale voleva recarsi. Il giorno dopo, Allison e Isaac scoprono che la mappa del signor Argent nasconde un disegno sulla scrivania, un simbolo celtico e passandoci la lampada a raggi ultravioletti sopra, scoprono che nei diversi spazi sono scritte le categorie a cui appartengono le vittime dei sacrifici. Di esse, due sono nuove: Filosofi e Guardiani: ciò li induce a credere che il Darach sia proprio il padre di Allison. Nel frattempo, da scuola scompare anche un altro insegnante ed Allison intuisce che sulla mappa deve essere segnato il punto in cui il corpo verrà ritrovato così con Isaac si reca lì arrivando proprio nel momento in cui il professore viene ucciso e trovando il signor Argent sul luogo, pronto ad uccidere il Darach. Capiscono allora che per Filosofi il Darach intende 'Insegnanti' ed infatti Tara era stata un'insegnante, prima di essere poliziotto. Precedentemente avvertito da Allison, Stiles capisce che deve finalmente dire la verità sul sovrannaturale a suo padre, il quale brancola nel buio, ma lo sceriffo non riesce a credergli e l'aiuto che Cora avrebbe dovuto dare a Stiles trasformandosi davanti agli occhi di suo padre non servirà in quanto la ragazza sverrà, reduce da uno scontro con Aiden. Dopo aver trovato il corpo del professore, tutti si recano a scuola, dove si sta tenendo uno spettacolo organizzato dalla professoressa Blake in onore delle vittime di Beacon Hills. Sono presenti tutti gli insegnanti e Scott e gli altri devono controllare la situazione affinché non venga sacrificato il terzo filosofo, ma sarà Lydia ad essere rapita dal Darach: riceve infatti degli SMS da parte di Aiden nei quali le chiede di incontrarsi. Ma, in realtà, non è Aiden a scrivere: lui, infatti, si rende conto di aver perso il cellulare. Entrando in un'aula, sentirà la musica del Darach che l'orchestra sta suonando contemporaneamente nel salone. Una voce familiare si rivolge a Lydia e la ragazza scopre l'assurda verità: il Darach è la professoressa Blake, la quale lascia intendere un suo legame con gli Alfa. Lega Lydia ad una sedia, pronta ad ucciderla, non perché faccia parte dei sacrifici, ma perché è la ragazza che sa troppo. Lydia, però, getta un grido fortissimo che viene sentito da Scott, Derek e gli altri licantropi. La Blake rivela allora la vera natura di Lydia: lei è la donna piangente, la Banshee. Lydia è in pericolo e proprio mentre la professoressa sta per ucciderla, una donna nel salone muore, uccisa da una corda del pianoforte. Si apre così la categoria dei Guardiani ed infatti il padre di Stiles è il nuovo obiettivo. Lo sceriffo, infatti, era giunto a scuola per fermare la professoressa dall'uccidere Lydia, ma, sebbene fosse arrivato Scott trasformato in licantropo per aiutarlo, il Darach riesce a rapire Stilinski e a fuggire.
- Guest star: JR Bourne (Chris Argent), Melissa Ponzio (Melissa McCall), Linden Ashby (Sceriffo Stilinski), Daniel Sharman (Isaac Lahey), Bianca Lawson (Marin Morrell), Charlie Carver (Ethan), Max Carver (Aiden), Adelaide Kane (Cora Hale), Haley Webb (Jennifer Blake), Keahu Kahuanui (Danny Mahealani), Meiko Hillman (Tara Graeme).
- Altri interpreti: Ariel Flores (Studente), Dino Meneghin (Direttore d'orchestra).
- Ascolti USA: telespettatori 1 774 000[11]

## Aria di tempesta
- Titolo originale: The Overlooked
- Diretto da: Russel Mulcahy
- Scritto da: Jeff Davis

### Trama
Jennifer si reca da Derek, dicendogli che Scott e Stiles la credono il Darach, ma i due sono già lì e Scott lancia del vischio a Jennifer, mostrando così il suo vero volto a Derek. Lei afferma che è l'unica in grado di salvare la vita di Cora, e per dimostrarlo chiede a Derek di telefonare Peter che confermerà la sua versione. Quindi si recano tutti all'ospedale, che è ormai quasi del tutto evacuato a causa di una forte tempesta che ha fatto saltare l'elettricità in città. Mentre si recano nella sua stanza trovano Peter che lotta contro Aiden e Ethan. Riescono a nascondersi in una stanza, dove Jennifer fa capire a Derek e Peter che Deucalion vuole un Vero Alpha nel suo branco, i quali intuiscono sia Scott. Mentre Scott e Peter cercano di distrarre i due gemelli, il resto del gruppo scappa fuori, lasciando Stiles e Cora nell'ambulanza, Kali però ha preso le chiavi uccidendo l'autista. Derek e Jennifer fuggono da Kali, che chiama quest'ultima "Julia", rientrano in ospedale e si nascondono nell'ascensore, ma rimangono intrappolati, perché Deucalion ha spento il generatore. Qui Jennifer conferma a Derek che il suo vero nome è Julia Baccari e che era l'emissaria di Kali, la quale tentò di ucciderla, ma la lasciò in fin di vita. Grazie all'uccisione di una vergine, Paige, la prima ragazza di Derek, avvenuta nel Nemeton, riuscì a sopravvivere. Viene anche rivelato che durante una totale eclissi lunare i licantropi perdono tutti i loro poteri. Intanto con Allison, Chris e Isaac, che si erano recati da poco all'ospedale, riescono a distrarre il branco di Alpha, permettendo a Melissa di riattivare il generatore. Quando Scott si reca all'ascensore, trova solo Derek svenuto, quindi si precipita alla ricerca della madre. Ma trova solo Deucalion che gli conferma che è stata rapita da Jennifer e gli propone di unirsi a loro per catturarla e liberare sua madre e il padre di Stiles. Melissa si ritrova intrappolata con lo sceriffo Stilinski all'interno del Nemeton.
- Guest star: JR Bourne (Chris Argent), Melissa Ponzio (Melissa McCall), Linden Ashby (Sceriffo Stilinski), Daniel Sharman (Isaac Lahey), Ian Bohen (Peter Hale), Gideon Emery (Deucalion), Felisha Terrell (Kali), Charlie Carver (Ethan), Max Carver (Aiden), Adelaide Kane (Cora Hale), Haley Webb (Jennifer Blake), Brandon Boyce (Dr. Vandenburg).
- Ascolti USA: telespettatori 1 971 000[12]

## Il patto degli alfa
- Titolo originale: Alpha Pact
- Diretto da: Tim Andrew
- Scritto da: Jeff Davis

### Trama
Scott si è aggregato al branco di Deucalion, Isaac e Peter portano in salvo Cora, ancora in bilico tra vita e morte, mentre Stiles fa fuggire dall'ospedale Derek, rimanendo l'unico nell'edificio e subendo per questo un interrogatorio da un agente dell'FBI che sembra conoscere, per cercare di dare un senso alle devastazioni nell'ospedale causate dal combattimento fra licantropi e alla raccapricciante scritta "Argent" che indica l'ultimo obbiettivo del Darach. Chris Argent si fa catturare da Jennifer di sua spontanea volontà per poter ritrovare i genitori di Stiles e Scott e tendergli una trappola, tuttavia Jennifer aveva previsto questa mossa e disarma Chris, tenendolo legato con gli altri due sacrifici nel Nemeton, senza però privarlo di un trasmettitore di onde udibile solo da lupi mannari nel tentativo di farsi localizzare. Mentre i tre si trovano imprigionati, essi hanno modo di fare conoscenza e lo sceriffo viene a sapere dalla madre di Scott che Chris è un cacciatore di lupi mannari. Nel frattempo Peter spiega a Derek che c'è un modo per cui lui possa salvare sua sorella: rinunciare ai poteri di Alpha in modo da guarirla, tuttavia se lo farà non sarà in grado di affrontare Kali durante la prossima luna piena e sarà costretto ad allearsi con Jennifer. Peter lascia intendere che far in modo che Derek rinunci ai propri poteri potrebbe far proprio parte del piano del Darach, che vuole che torni ancora al suo fianco. Lydia bacia Stiles per farlo riprendere da un attacco di panico avuto quando Isaac lo informa per messaggio che anche il padre di Allison è stato rapito, segno che ormai manca poco al sacrificio. Stiles e Lydia intuiscono poi, tramite i disegni fatti inconsciamente dalla Banshee (raffiguranti sempre lo stesso albero perfino nei più piccoli dettagli), che le tre vittime sacrificali si trovano al Nemeton. Scott, mentre si trova con Deucalion, viene a sapere da lui che non era stato l'arrivo degli Alfa a Beacon Hills a causare lo strano comportamento degli animali, bensì quello del Darach. Poco dopo, il branco degli Alfa, incluso Scott, cattura la professoressa Morrell (Deucalion la ferisce con la freccia del proprio bastone) e la costringe a dirle dove si trovino i sacrifici: adesso lo sanno tutti ma non hanno idea di dove sia il Nemeton, neanche Peter e Derek, in quanto la madre di quest'ultimo ha cancellato loro i ricordi, né Stiles e Lydia. Il dottor Deaton propone un rituale a Scott, Stiles e Allison, mediante il quale li ucciderà per pochi secondi facendoli tornare in vita in modo che essi si colleghino spiritualmente ai genitori e riescano a trovare l'ubicazione del luogo in cui essi sono nascosti. Deaton spiega che è un rituale molto rischioso grazie al quale, inoltre, verrà ridato potere al Nemeton, cosa che, oltre ad attirare come un faro molte altre creature sovrannaturali a Beacon Hills, ricoprirà di oscurità il cuore dei giovani per tutto il resto della loro vita come un'indelebile cicatrice. Nonostante questo i tre accettano, mentre Derek salva Cora rinunciando ai propri poteri di Alpha. Prima che il rituale inizi, Stiles dice a Scott che il padre dell'amico è in città: infatti le ultime immagini mostrano l'agente dell'FBI nella camera di Scott, facendo intuire che è lui suo padre.
- Guest star: JR Bourne (Chris Argent), Melissa Ponzio (Melissa McCall), Linden Ashby (Sceriffo Stilinski), Daniel Sharman (Isaac Lahey), Ian Bohen (Peter Hale), Seth Gilliam (Alan Deaton), Bianca Lawson (Marin Morrell), Gideon Emery (Deucalion), Felisha Tarrell (Kali), Charlie Carver (Ethan), Max Carver (Aiden), Adelaide Kane (Cora Hale), Haley Webb (Jennifer Blake), Matthew Del Negro (Rafael McCall), Susan Walters (Natalie Martin).
- Altri interpreti: Shantal Nyree Rhodes (Danielle).
- Ascolti USA: telespettatori 1 910 000[13]

## Eclissi lunare
- Titolo originale: Lunar Eclipse
- Diretto da: Russell Mulcahy
- Scritto da: Jeff Davis

### Trama
Scott, Allison e Stiles hanno visioni della notte in cui Scott fu morso da Peter: tutti e tre si trovavano nei pressi del Nemeton. Dopo essersi svegliati sapendo dove sta avvenendo il rituale Deaton li informa che sono passate 16 ore e che a breve ci sarà l'eclissi lunare. Stiles si dirige immediatamente al Nemeton ma per via di una tempesta ha un incidente con la jeep e sviene. Isaac, Scott e Allison si fermano prima a casa di quest'ultima per prendere degli indumenti del padre di lei per fiutarne l'odore ma sono bloccati dall' FBI, in particolare dal padre di Scott che vuole risposte. Con uno stratagemma Allison riesce a creare un diversivo che fa uscire di casa i ragazzi, che si precipitano alla riserva. Nel frattempo Ethan e Lydia, con l'aiuto di Peter, convincono Derek e Cora a scappare prima dell'arrivo di Kali. Infatti Kali irrompe in casa di Derek con Aiden, ma trova solo Lydia e Ethan, finché non arriva anche Jennifer che uccide Kali, mette k.o. i gemelli, e fa urlare Lydia in modo che Derek senta e torni indietro. Derek dunque acconsente ad allearsi a Jennifer per uccidere Deucalion senza che lei sia costretta a terminare il rituale. Scott, che nel frattempo si è riunito con Deucalion, sfida Jennifer nella distilleria, mentre Isaac e Allison trovano il sotterraneo dove sono nascosti i sacrifici, tuttavia la tempesta lo sta facendo crollare e così si ritrovano tutti imprigionati lì. Deucalion mette fuori gioco facilmente Jennifer e Derek e vuole costringere Scott a uccidere Jennifer. Scott ricordandosi che Deucalion non è sempre cieco usa le bombe di luce di Chris Argent per liberarsi della morsa dell'Alpha ma in quel momento inizia l'eclissi e tutti perdono i loro poteri. Jennifer attacca Deucalion, ma si fa convincere da Derek a curargli la vista per fargli vedere l'aspetto del Darach, così facendo rimane momentaneamente senza poteri e l'eclissi finisce. Derek l'assale ma lei si difende creando una barriera, che viene abbattuta da Scott, ormai divenuto un Alpha. Deucalion uccide Jennifer mettendo fine alla tempesta, nel frattempo Stiles riesce a salvare gli altri che erano rimasti intrappolati. Derek e Scott decidono di lasciar andare Deucalion in buona fede, lo stesso Hale se ne va via dalla città con sua sorella. Ethan e Aiden, nonostante le ferite riportate, si sono salvati e tornano a scuola. Jennifer, che si era salvata seppur in fin di vita, raggiunge il Nemeton, in cerca di linfa vitale, ma viene interrotta da Peter che la uccide, intenzionato a tornare l'Alpha che era un tempo.
- Guest star: JR Bourne (Chris Argent), Melissa Ponzio (Melissa McCall), Linden Ashby (Sceriffo Stilinski), Daniel Sharman (Isaac Lahey), Ian Bohen (Peter Hale), Seth Gilliam (Alan Deaton), Gideon Emery (Deucalion), Felisha Terrell (Kali), Charlie Carver (Ethan), Max Carver (Aiden), Adelaide Kane (Cora), Haley Webb (Jennifer Blake), Eaddy Mays (Victoria Argent), Matthew Del Negro (Rafael McCall), Keahu Kahuanui (Danny Mahealani).
- Non accreditati: Haley Roe Murphy (Laura Hale), Sinqua Walls (Vernon Boyd).
- Ascolti USA: telespettatori 2 081 000[14]

## Incubi
- Titolo originale: Anchors
- Diretto da: Russell Mulcahy
- Scritto da: Jeff Davis

### Trama
Stiles, Allison e Scott iniziano ad avere i sintomi dovuti al sacrificio rituale. Allison ha continue allucinazioni sulla zia deceduta, Kate, mentre Stiles fa incubi da cui non riesce svegliarsi, non riuscendo più a leggere nulla. Scott invece ha difficoltà a controllare la sua natura di Alfa. Scott e Stiles chiedono aiuto al veterinario Deaton che spiega loro che il loro subconscio sta cercando di aprire una via di comunicazione. Esiste una porta nelle menti dei tre ragazzi, semiaperta, e devono necessariamente chiuderla il prima possibile.
Lo sceriffo Stilinski indaga su un caso di 8 anni prima quando una madre e le sue due figlie morirono in un incidente stradale, anche se il corpo di una delle bambine, Malia, non venne mai trovato. Analizzando il materiale del caso lo sceriffo è sempre più convinto che sia opera di un lupo mannaro e perciò chiede aiuto a Scott. Quest'ultimo, insieme a Stiles, analizza il luogo dell'incidente e all'improvviso sente nelle vicinanze la presenza di un coyote; inseguendolo scopre che potrebbe trattarsi di Malia.
La puntata si conclude con Derek e Peter che vengono torturati da un uomo misterioso.
- Guest star: Melissa Ponzio (Melissa McCall), Linden Ashby (Sceriffo Stilinski), Daniel Sharman (Isaac Lahey), Ian Bohen (Peter Hale), Orny Adams (Bobby Finstock), Seth Gilliam (Alan Deaton), Arden Cho (Kira Yukimura), Todd Stashwick (Mr. Tate), Matthew Del Negro (Rafael McCall), Jill Wagner (Kate Argent), Tom T. Choi (Ken Yukimura).
- Ascolti USA: telespettatori 2 429 000[15]

## Coyote
- Titolo originale: More Bad Than Good
- Diretto da: Tim Andrew
- Scritto da: Jeff Davis

### Trama
Derek e Peter sono prigionieri di quello che sembra essere un altro clan di cacciatori. Uno degli uomini, che li sta torturando con la classica tecnica della corrente, continua a chiedere loro informazioni sulla “lupa”, ma i due affermano di non averla neanche mai sentita nominare. Arriva una donna che parla spagnolo ed intima loro di fornirgli le informazioni che vogliono. All'ennesimo rifiuto, taglia un dito a Peter. Nel frattempo Scott e Stiles, ancora nel bosco, trovano la tana del coyote-mannaro, alias Malia, e chiamano la polizia; il padre di Scott conduce sul posto anche il padre della bambina scomparsa, Tate, che riconosce il giacchetto e la sciarpa della figlia, trovati nella tana. I due ragazzi spiegano allo sceriffo Stilinski quello che hanno visto, ma lui si mostra scettico; Scott ha una fugace visione di sé stesso che dilania il corpo di una ragazza. Intanto la ragazza che aveva salvato la vita ad Isaac, Braeden, viene mandata da Deucalion a liberare Derek, e quindi anche Peter. Tornati a scuola, il professore chiede a Stiles di leggere, ma il ragazzo non riesce, perciò si sente male e viene accompagnato in bagno da Scott. Stiles però non riesce a calmarsi, credendo di trovarsi in un incubo, dato che non riusciva a leggere; l'amico però gli prova che non è così. Intanto, terminata la lezione, Kira prende gli zaini di Scott e Stiles e va a cercarli per riconsegnarglieli, ma viene attaccata dal coyote; solo l'intervento di Scott evita il peggio. Stiles capisce che il coyote ha attaccato la ragazza perché nel suo zaino c'è la bambola che lui e Scott avevano trovato nella macchina nel bosco, e che Stiles aveva preso. Il padre di Malia arriva in quel momento e riconosce la bambola della figlia. Tornato a casa, comincia a preparare trappole per catturare e uccidere il coyote. Lo sceriffo ne trova una, e si reca a casa dell'uomo per costringerlo a rimuoverle tutte. Nel frattempo Deaton spiega a Scott, Stiles e Isaac che Malia è intrappolata nella sua forma animalesca e che solo un alpha può farle ritrovare la sua forma umana, obbligandola a trasformarsi, come Peter aveva fatto tempo prima con l'inesperto Scott. Preparano quindi un piano per trovare Malia prima del padre, e per far sì che Scott trovi un modo per riacquisire il controllo sulle sue trasformazioni da alpha. Con l'aiuto di Lydia, i ragazzi si recano nel vecchio appartamento di Derek, abitato ora dai gemelli, che cercano di aiutare Scott ad acquisire il controllo sulla sua trasformazione, come Deucalion aveva fatto con loro, ma senza successo. Intanto Isaac va da Allison per comunicarle il piano, ma la ragazza ha una visione di sé stessa sul tavolo da obitorio, dove sua zia Kate, diventata un licantropo, dichiara che il suo cuore ha qualcosa che non va, dopodiché fa scempio del suo corpo insieme ad altri medici-mannari. I ragazzi si ritrovano nel bosco, per attuare il piano, quando sentono uno sparo; subito dopo il padre di Stiles lo chiama per informarlo delle trappole, della bambola che il coyote ha rubato e delle intenzioni del padre di Malia. Scott parte all'inseguimento del coyote, seguito da Isaac e Allison. Lydia chiede a Stiles di descrivergli l'aspetto della bambola, e il ragazzo le mostra una foto, dove nota che è la sorellina morta di Malia ad avere la bambola. Stiles capisce quindi che il coyote vuole la bambola per riportarla sul luogo dell'incidente, come si fa con i fiori sulla tomba. Intanto Isaac finisce in una delle trappole, a pochi metri dal Tate che sta per sparare al coyote. Allison deve sparare all'uomo con il fucile tranquillante, ma non riesce a prendere la mira. Con l'aiuto di Isaac riesce a ritrovare la calma e centra il bersaglio, ma quando si appresta a colpire il coyote, quello è già scappato. Stiles e Lydia intanto cercano gli amici, quando la ragazza finisce con un piede su una trappola, pronta a scattare. Stiles deve leggere le istruzioni per liberare l'amica, ma non riesce. Lydia gli infonde fiducia, ricordandogli che lui riesce sempre a trovare una soluzione, e così è. Nel frattempo Scott raggiunge il coyote e si trasforma: il suo ruggito costringe la ragazza a ritrovare la sua forma umana. Malia viene ricondotta a casa dallo sceriffo, e Stiles, che sta assistendo alla scena, posa lo sguardo su di una scritta, e si rende conto di riuscire a leggerla. Intanto Derek e Peter, insieme a Braeden, arrivano in una casa, dove in una cassa, fatta di sorbo degli uccellatori, trovano uno strano cofanetto con simboli druidi incisi.
- Guest star: Linden Ashby (Sceriffo Stilinski), Daniel Sharman (Isaac Lahey), Ian Bohen (Peter Hale), Seth Gilliam (Alan Deaton), Arden Cho (Kira Yukimura), Charlie Carver (Ethan), Max Carver (Aiden), Meagan Tandy (Braeden), Shelley Hennig (Malia Tate), Todd Stashwick (Mr. Tate), Matthew Del Negro (Rafael McCall), Jill Wagner (Kate Argent), Tom T. Choi (Ken Yukimura), Ivonne Coll (Araya Calavera), Ivo Nandi (Severo).
- Ascolti USA: telespettatori 1 911 000[16]

## Il serial killer
- Titolo originale: Galvanize
- Diretto da: Robert Hall
- Scritto da: Eoghan O'Donnell

### Trama
I gemelli (ormai ritrasformati in Omega dopo essere quasi morti per colpa del Darach) tornano a scuola e vorrebbero unirsi al branco di Scott, ma nessuno degli amici è d'accordo, quindi Scott rifiuta. Nel frattempo un pericoloso serial killer viene trasportato nell'ospedale del paese per l'asportazione di un tumore. La madre di Scott lo prepara per l'intervento e scopre che ha compiuto la strage di adolescenti per cui è in carcere perché pensava fossero mostri dagli occhi "che brillano". Spaventata lo comunica allo sceriffo. Lydia a scuola ha delle visioni con mosche che la tormentano. Durante l'intervento del carcerato delle mosche fuoriescono dal tumore e, nella confusione che si crea in sala operatoria, il killer, svegliatosi all'improvviso dall'anestesia, impugna un bisturi, ferisce il chirurgo e scappa. Si dirige quindi alla scuola come se fosse guidato da qualcuno. La polizia ed il branco di Scott lo cercano a scuola senza successo. L'unica convinta che il killer sia ancora a scuola è Lydia, Stiles le crede e fa evacuare la scuola azionando l'allarme antincendio, ma viene beccato dal coach che lo mette in punizione. Derek e lo zio intanto mettono in atto uno strano rituale: Peter si conficca nella mano destra gli artigli di sua sorella (Talia, la madre di Derek) e li usa per provocare a Derek una visione della madre artigliandogli la base del collo. Derek riesce così a comunicare con la madre morta. Stiles e Lydia vanno a scuola di notte seguendo le loro intuizioni e scoprono che il killer è stato inviato da qualcuno a rapire Kira con un messaggio lasciato sulla lavagna dell'aula di chimica (qualcuno che lo ha anche aiutato a nascondersi a scuola). Scott intanto viene invitato a cena dalla famiglia di Kira come ringraziamento per averla salvata dal coyote (mannaro). Scott è totalmente impreparato al sushi e alla cucina giapponese, così ordinano una pizza. Isaac ed Allison intanto stanno per amoreggiare ma vengono interrotti da Chris. Quando Scott, in procinto di andarsene, sta salutando Kira davanti a casa viene aggredito dal killer che lo stordisce e rapisce Kira. Stiles e Lydia arrivano a casa di Kira per aiutare Scott. Lydia dopo aver lanciato l'urlo banshee ha l'intuizione che il killer sia in un posto collegato all'elettricità, Stiles si ricorda che è ingegnere elettrico e quindi sospettano che si sia nascosto alla centrale elettrica. Infatti si trova proprio lì e sta minacciando Kira con un grosso cavo elettrico che spara scintille. Usa il cellulare di Kira per farle una foto e si vede qualcosa di strano (è come se avesse un'aura attorno). Prima che gli altri possano intervenire colpisce con una scarica elettrica potentissima Kira, lasciando al buio mezza città e rimanendo folgorato lui stesso. Kira si disintegra per poi ricomporsi come un puzzle luminoso. Intanto Isaac (che è ancora a casa Argent) viene aggredito da esseri soprannaturali fatti di fumo e armature giapponesi. Isaac rimane a terra immobile ed i mostri se ne vanno. Allison ed il padre arrivano in aiuto di Isaac.
- Guest star: JR Bourne (Chris Argent), Melissa Ponzio (Melissa McCall), Linden Ashby (Sceriffo Stilinski), Daniel Sharman (Isaac Lahey), Ian Bohen (Peter Hale), Orny Adams (Bobby Finstock), Arden Cho (Kira Yukimura), Charlie Carver (Ethan), Max Carver (Aiden), Matthew Del Negro (Rafael McCall), Doug Jones (William Barrow), Tamlyn Tomita (Noshiko Yukimura), Keahu Kahuanui (Danny Mahealani), Tom T. Choi (Ken Yukimura), Brandon Boyce (Dr. Vandenburg).
- Ascolti USA: telespettatori 2 007 000[17]

## Notte di festa
- Titolo originale: Illuminated
- Diretto da: Russell Mulcahy
- Scritto da: Alyssa Clark

### Trama
È la notte di Halloween i mostri si aggirano senza dare nell'occhio per la città per cercare le loro prede. Isaac è vivo ma non si riprende. Allison ed il padre lo rianimano ferendolo e scatenando così la guarigione licantropa. Isaac descrive i mostri agli Argent e Chris sembra aver capito di chi o di "cosa" si tratta (infatti conserva in una scatola una maschera simile a quella dei mostri). Nel frattempo Scott, Kira, Stiles e Lydia vengono interrogati nella stazione di polizia dall'agente McCall che non crede alla versione dei ragazzi. Ha anche sequestrato il cellulare di Kira che ha delle foto dell'aura di Kira realizzate dal killer. Aiden e Ethan per non essere considerati più come dei malvagi si mettono ad organizzare un mega party nel loft di Derek (senza dirlo al padrone). Nel frattempo Derek viene assalito dagli Oni come Isaac e rimane svenuto per strada. Scott e Kira, aiutati da Stiles, penetrano di nascosto nella stazione di polizia e cancellano le foto dal cellulare di Kira, rischiando di essere scoperti dal padre di Scott, l'agente dell'FBI McCall. Inizia la grande festa a casa di Derek e lì arrivano anche i mostri che attaccano il gemello Ethan e Lydia facendoli svenire. Scott e Kira fanno quasi coppia alla festa come anche Isaac e Allison, e Scott nota che Kira ha l'aura di una volpe. In seguito Derek torna a casa e mette fine bruscamente alla festa cacciando i ragazzi. Scott e gli altri lupi con Kira, Allison e Lydia tentano invano di combattere contro i mostri, che fanno svenire anche Aiden, ma quando sembra che stiano per attaccare Scott e Kira arriva l'alba e svaniscono. Intanto il sig. Argent rientra a casa sua ferito e sviene sul pavimento mentre Allison gli sta telefonando. Stiles si reca a scuola e sembra che sia stato proprio lui a scrivere sulla lavagna di chimica il messaggio al killer per uccidere Kira.
Special Guest Star: The Bloody Beetroots
- Guest star: JR Bourne (Chris Argent), Linden Ashby (Sceriffo Stilinski), Daniel Sharman (Isaac Lahey), Orny Adams (Bobby Finstock), Arden Cho (Kira Yukimura), Charlie Carver (Ethan), Max Carver (Aiden), Matthew Del Negro (Rafael McCall), Susan Walters (Natalie Martin), Keahu Kahuanui (Danny Mahealani), Zelda Williams (Caitlin).
- Ascolti USA: telespettatori 1 877 000[18]

## Gli oni
- Titolo originale: Silverfinger
- Diretto da: Jennifer Lynch
- Scritto da: Moira McMahon Leeper

### Trama
Chris Argent racconta ai ragazzi che lui ha già conosciuto quel tipo di mostri e che forse cercano proprio lui. Quando aveva 18 anni infatti suo padre ha fatto in modo che egli si trovasse da solo a controllare una vendita di armi senza sapere che i compratori fossero della yakuza, la mafia giapponese. Nel bel mezzo dello scambio ci fu un attacco dei mostri che uccisero tutti quelli che si opponevano alla cattura del boss mafioso, il loro obbiettivo. Raggiunto il boss lo uccisero con le spade nere e Chris si rese conto che il boss ospitava in realtà una potente entità malvagia, il vero bersaglio dei mostri. Non tutti gli yakuza morirono nell'attacco, in particolare uno di loro con un mignolo d'argento, di nome Katashi, sembrava in grado di affrontare i mostri e sconfiggerli, Chris non perse tempo e sparò alla maschera del mostro più vicino a lui rallentandolo tanto da poter fuggire. Ora Katashi è negli USA per un affare e Chris vuole incontrarlo per fargli rivelare il segreto di come affrontare i mostri. Sapendo che è un grande appassionato di armi la scusa per vederlo sarà vendergli una preziosa pistola francese di sua proprietà. Nel frattempo Stiles rivela a Scott di temere di essere lui ad aver aiutato il killer a nascondersi e a rintracciare Kira. I Gemelli invece seguono Scott ovunque per proteggerlo, come se fosse il loro alfa. L'agente McCall intanto si sta preparando a far licenziare lo sceriffo Stilinski e ha scoperto che Scott e Kira sono entrati di nascosto nel suo ufficio per prendere qualcosa. Stiles rivela alla madre di Scott di temere di stare impazzendo, lei lo rassicura e, credendo si tratti di mancanza acuta di sonno, lo mette a dormire iniettandogli un potente sedativo. Gli Argent aiutati da Isaac tentano di intrufolarsi a casa di Katashi ma vengono scoperti dal licantropo che lavora per Katashi. Intanto Scott e Kira si preparano ad affrontare i mostri a casa di lui grazie ad un sistema di sicurezza ideato da Alan Deaton. Kira rivela che sospetta di essere una Fox Fire. Il padre di Scott però li raggiunge a casa e cerca di interrogarli. Ormai è troppo tardi per mandarlo via il sole è tramontato ed i mostri sono arrivati. Arriva anche la madre di Scott e i ragazzi si preparano al peggio. Il padre si mette tra Scott ed i mostri e viene ferito gravemente con la spada nera, ma arriva Derek e la madre di Scott riesce a far scattare la barriera protettiva di Deaton. A casa di Katashi intanto il vecchio giapponese rivela i suoi segreti al signor Argent dopo averlo riconosciuto e gli dice che non solo deve a lui la vita ma anche l'onore. Infatti Katashi non si stava preparando a eliminare i mostri, bensì stava per fuggire e ciò sarebbe stato il massimo disonore per uno yakuza, un fatto peggiore della morte. Lui quindi non sa come uccidere i mostri però sa benissimo cosa sono: sono Oni, demoni giapponesi che cercano ed uccidono le entità malvagie che si impossessano del corpo dei mortali (i Nogitsune). Dice che sono inarrestabili, si può solo sperare che non siano interessati a te. A casa di Scott si scopre che Kira è una Kitsune di un qualche tipo (in tutto sono 13 tipi tra cui il malvagio Nogitsune) e si teme che gli Oni cerchino proprio lei. Ma Scott non la pensa così e quando gli Oni sfondano la barriera si mette davanti a tutti con Kira e si fa catturare. Nessuno viene ucciso e gli Oni, dopo averli controllati, se ne vanno. Così il padre di Scott potrà essere portato in pronto soccorso. Stiles intanto si sveglia in ospedale dopo aver dormito per ore e si incammina nel corridoio deserto. Il ragazzo si imbatte in tre Oni, ma li sconfigge tutti: il Nogitsune è dentro di lui.
- Guest star: JR Bourne (Chris Argent), Melissa Ponzio (Melissa McCall), Daniel Sharman (Isaac Lahey), Arden Cho (Kira Yukimura), Charlie Carver (Ethan), Max Carver (Aiden), Matthew Del Negro (Rafael McCall), Cary Hiroyuki-Tagawa (Katashi "Silverfinger"), Max Lloyd-Jones (Chris da giovane), Geno Segers (Kincaid), Nobi Nakanishi (Il kumicho).
- Ascolti USA: telespettatori 2 262 000[19]

## Il demone dentro
- Titolo originale: Riddled
- Diretto da: Tim Andrew
- Scritto da: Christian Taylor

### Trama
Scott riceve da Stiles una telefonata molto angosciante nel cuore della notte: l'amico è ferito e chiede disperatamente aiuto, ma fa promettere a Scott di non coinvolgere il padre (lo sceriffo). Scott e Isaac si mettono alla ricerca di Stiles che richiama Scott e dice di trovarsi imprigionato in uno scantinato. Alla ricerca si uniscono Aidan e Lydia e poi, inevitabilmente, lo sceriffo Stilinski. La jeep viene ritrovata dalla polizia davanti all'ospedale. La madre di Scott e Derek si uniscono alle ricerche. Lydia sente delle voci che le dicono di cercare Stiles nello scantinato del manicomio dove era detenuto il pluriomicida Barrow. Scott e gli altri seguono le indicazioni di Lydia e perquisiscono il manicomio senza successo. Stiles è chissà dove a parlare con una misteriosa figura dal volto bendato che dice di volerlo aiutare e ripete continuamente un indovinello "tutti ce l'hanno, nessuno può perderla? Che cos'è?". La madre ed il padre di Scott, saputo della scomparsa, si mettono alla ricerca di Stiles. L'agente McCall, sfruttando la sua abilità di detective, intuisce dove si trova il ragazzo: è vicino alla tana del coyote mannaro. Lo trovano e lo svegliano dall'incubo che sta avendo prima di portarlo in ospedale. Intanto Isaac va da Allison e la sveglia, stranamente il suo cellulare era spento e non aveva potuto essere avvisata, però lei l'aveva lasciato acceso. Al riavvio il telefonino contiene una serie di strani messaggi in giapponese. Nel frattempo Derek ed Aiden recuperano la jeep di Stiles e iniziano a sospettare che possa essere lui l'ospite del Nogitsune. In ospedale Stiles viene sottoposto ad una risonanza magnetica perché i medici sospettano che sia affetto dalla malattia che ha ucciso sua madre, la Demenza frontotemporale. Derek chiede a Kira di portarlo alla centrale dove Barrow ha cercato di ucciderla e lì trovano la mazza da baseball di Stiles. Derek pensa che in qualche modo Kira abbia portato il Nogitsune ad impossessarsi di Stiles. Nel frattempo Allison ed Isaac vanno dal padre di Kira (che insegna nella loro scuola) e si fanno tradurre i messaggi trovati sul cellulare di Allison, sono avvisi di sicurezza ai prigionieri di un campo di internamento per americani-giapponesi della seconda guerra mondiale (campi di prigionia per civili di origine giapponese, creati negli USA dopo l'attacco di Pearl Harbor). Il campo in questione, Oak Creek, pare essere un falso. In ospedale esegue la RMN che conferma i sospetti: ha la stessa terribile malattia della madre. Mentre è nella Risonanza viene riattaccato dalla misteriosa figura bendata che ripropone l'indovinello. Salta la corrente all'ospedale a causa di un cavo danneggiato in precedenza dal Nogitsune/Stiles, il quale fugge dalla sala dell'esame. Nella mente di Stiles la battaglia è alla fine: il misterioso mostro bendato si svela mentre Stiles risponde all'enigma. La risposta è l'ombra e sotto le bende c'è un altro Stiles, il Nogitsune che prende così completamente possesso del ragazzo. Ma mentre sta uscendo dall'ospedale viene fermato dalla madre di Kira, accompagnata da due Oni che obbediscono ai suoi ordini.
- Guest star: Melissa Ponzio (Melissa McCall), Linden Ashby (Sceriffo Stilinski), Daniel Sharman (Isaac Lahey), Arden Cho (Kira Yukimura), Max Carver (Aiden), Matthew Del Negro (Rafael McCall), Tamlyn Tomita (Noshiko Yukimura), Tom T. Choi (Ken Yukimura), Aaron Hendry (Nogitsune), Brandon Boyce (Dr. Vandenburg), Ryan Kelley (Jordan Parrish).
- Ascolti USA: telespettatori 2 097 000[20]

## Letharia Vulpina
- Titolo originale: Letharia Vulpina
- Diretto da: Russell Mulcahy
- Scritto da: Jeff Davis

### Trama
Il dottor Deaton viene convocato nella villa di un misterioso pezzo grosso giapponese per curare il suo lupo bianco malato. In effetti è stato proprio il veterinario a drogarlo in precedenza con la tossina del kanima. Si scopre che il facoltoso giapponese è un boss della yakuza. Deaton si avvicina alla fontana, paralizza il giovane boss con il veleno del kanima e preleva un campione del lichene cresciuto sulla fontana del giardino il luogo dove gli Oni hanno ucciso anni prima il Nogitsune. Il muschio nel passato ha assorbito il sangue del Nogitsune ed è una pianta molto speciale: si chiama letharia vulpina e pare abbia il potere di sconfiggere il Nogitsune. Nel frattempo Kira sta per essere colpita in pieno da un cavo dell'alta tensione che si è staccato dal tetto dell'ospedale, riesce ad evitarlo ma il cavo cade a terra e folgora un infermiere ed Isaac, lei afferra il cavo e assorbe tutta l'energia davanti ai passanti. Sua madre la rimprovera per essersi rivelata "speciale" in pubblico. Intanto Stiles rimane latitante ed Isaac non guarisce dalle lesioni dell'elettricità nonostante l'aiuto di Scott. Il giorno successivo Kira spiega a Derek la personalità e la forza del Nogitsune. A scuola Scott ed i gemelli trovano Stiles/Nogitsune nel seminterrato grazie ad uno degli emettitori di ultrasuoni degli Argent. Scott ed i gemelli collaborano con Stiles per scoprire cosa ha fatto il ragazzo la notte precedente sotto l'influsso del mostro. Si recano dove la scuola ha organizzato la corsa campestre per rimuovere eventuali trappole letali ed il professore di educazione fisica viene trafitto allo stomaco da una freccia. Scott soccorre il prof. assieme a Stiles. Nel frattempo Chris e Derek scoprono degli emettitori di ultrasuoni nelle rispettive case e Derek si reca da Argent per chiedere spiegazioni, ma vengono interrotti dalla polizia che fa irruzione in casa e scopre il denaro del signor Katashi nascosto da qualcuno nella cassaforte. Il sig. Katashi è stato assassinato e quella sembra la prova decisiva per incastrare Chris, che viene arrestato assieme a Derek. Lydia ed Allison vengono invitate da Peter Hale a casa di Derek, Peter vuole forzare Lydia a scoprire i suoi ricordi cancellati dalla sorella Talia. Dopo una fitta discussione Lydia scopre che Peter ha un figlio. Potrebbe essere Malia, la ragazza coyote. Scott ed i ragazzi pensano che Stiles/Nogitsune abbia nascosto una bomba sullo scuolabus che viene evacuato. In realtà la bomba era stata inviata per posta alla stazione di polizia dove esplode con morti e feriti. Derek salva Chris dall'esplosione ma rimane ferito. Scott arriva sul posto con Stiles e tenta invano di aiutare un poliziotto morente con i suoi poteri. I genitori di Kira creano Oni più potenti dei precedenti sacrificando due code volpine della signora. Kira avverte Scott e Stiles che stanno arrivando Oni potenziati e decidono di recarsi nello studio veterinario rivestito di sorbo. Mentre stanno per entrare vengono aggrediti dagli Oni e Scott viene trafitto con una spada, ma Kira si dimostra fortissima atterrandoli entrambi. Entrato nell'ambulatorio Stiles si rivela essere sempre stato posseduto dal Nogitsune, ha tramato per causare dolore e sofferenza che Scott ha cercato di assorbire ed ora intrappola Scott risucchiando in sé il dolore, fonte di sostentamento del Nogitsune. Prima che Stiles possa assorbire tutto il dolore accumulato da Scott, interviene il dottor Deaton che sorprende il ragazzo e gli inietta al collo una dose di letharia vulpina facendolo svenire.
- Guest star: JR Bourne (Chris Argent), Melissa Ponzio (Melissa McCall), Linden Ashby (Sceriffo Stilinski), Daniel Sharman (Isaac Lahey), Ian Bohen (Peter Hale), Orny Adams (Bobby Finstock), Seth Gilliam (Alan Deaton), Arden Cho (Kira Yukimura), Charlie Carver (Ethan), Max Carver (Aiden), Matthew Del Negro (Rafael McCall), Tamlyn Tomita (Noshiko Yukimura), Susan Walters (Natalie Martin), Keahu Kahuanui (Danny Mahealani), Tom T. Choi (Ken Yukimura), Ryan Kelley (Jordan Parrish), Nobi Nakanishi (Il kumicho).
- Altri interpreti: Jeremiah Sutheim (Jared).
- Ascolti USA: telespettatori 2 122 000[21]

## Rinchiuso
- Titolo originale: Echo House
- Diretto da: Tim Andrew
- Scritto da: Jeff Davis

### Trama
Stiles si fa rinchiudere nella Eichen House, una casa per ragazzi con problemi psichici dove aveva sognato di essere rapito dal Nogitsune, e fa promettere a Scott di non farlo uscire di lì finché non saranno sicuri che sia tornato se stesso. In questo momento è Stiles, il Nogitsune non è in lui grazie all'iniezione che gli ha fatto Deaton. Nella casa Stiles incontra Malia, la ragazza-coyote. Scott l'aveva ritrasformata in umana dopo anni di corpo animale, e lei non sa più come trasformarsi. Stiles le promette il suo aiuto in cambio di aiutarlo ad arrivare nel sotterraneo, luogo in cui aveva sognato di essere rapito. Come psicologa trova Morell, sua psicologa scolastica nonché sorella del veterinario Deaton, che avrebbe dovuto essere morta poiché Deucalion l'aveva uccisa. Scoprono che Stiles sulla schiena ha delle vene rosse, segni che solitamente compaiono dopo essere stati colpiti da un fulmine e prima spariscono, prima il Nogitsune prenderà il sopravvento su di lui quindi deve fare di tutto per rimanere sveglio perché quando dorme è più vulnerabile al suo controllo. Stiles inizia a vederlo dappertutto. Prende le chiavi dall'unico custode che le possiede ma viene scoperto e rinchiuso, quindi sedato contro la sua volontà e rischia di essere controllato di nuovo dal Nogitsune, ma Malia riesce a svegliarlo prima che sia troppo tardi dopo aver rotto la porta della sua cella di isolamento. Trovano un altro passaggio per i sotterranei, dove sono rinchiusi i pazienti molto pericolosi. Stiles riconosce il luogo del suo incubo e si mette con Malia a cercare informazioni tra fogli e fotografie. Scoprono che in quell'istituto i pazzi venivano torturati e anche uccisi. Malia e Stiles si baciano, e dopo fanno l'amore. Mentre sono accoccolati Malia sente un rumore proveniente dalla parete del sogno di Stiles, dove c'è il segno che significa "se stesso". Spaccano il muro e trovano il cadavere del Nogitsune originario dentro, quello che Stiles vedeva nei suoi incubi con il viso avvolto in stracci e i denti neri e affilati. Mentre guardano il corpo cercando di capire cosa farne trovano delle vecchie foto nella tasca della giacca e Stiles pensa di conoscere uno dei personaggi fotografati. I due vengono poi sorpresi da Oliver, il compagno pazzo di stanza di Stiles, che controllato dal Nogistune dà la scossa ad entrambi e li paralizza. Li lega con delle cinghie e minaccia di trapanare la testa di Malia davanti agli occhi di Stiles, ma questi per non farla uccidere, cede al controllo del demone addormentandosi e lo fa entrare dentro di sé. Il Nogitsune adesso ha pieno controllo su Stiles. Intanto Scott, Lydia, Allison, Aiden e Ethan scoprono dal sig. Argent che le prove dell'omicidio di Katashi verranno trasportate con un furgone blindato. Quindi lo attaccano e, dopo uno scontro con un omega, portano le prove a Deaton, che intuisce che per liberare Stiles dal Nogitsune bisogna farlo diventare licantropo. L'episodio termina con Malia che se ne va dalla Echo House per trovare Scott e consegnargli la foto e una katana.
- Guest star: JR Bourne (Chris Argent), Linden Ashby (Sceriffo Stilinski), Seth Gilliam (Alan Deaton), Bianca Lawson (Marin Morrell), Arden Cho (Kira Yukimura), Charlie Carver (Ethan), Max Carver (Aiden), Shelley Hennig (Malia Tate), Vernee Watson (Infermiera), Matt Shively (Oliver), Aaron Hendry (Brunski e il Nogitsune), Ivonne Coll (Araya Calavera), Geno Segers (Kincaid), Ryan Kelley (Jordan Parrish), Maya Eshet (Meredith Walker), Dan Brown (Uomo).
- Non accreditati: Nichole Bloom (Rinko), Robin Johnson (Mary).
- Ascolti USA: telespettatori 1 935 000[22]

## La volpe e il lupo
- Titolo originale: The Fox and the Wolf
- Diretto da: Tim Andrew
- Scritto da: Ian Stokes

### Trama
Dopo aver ricevuto una vecchia foto di guerra da Malia, Kira viene a sapere che sua madre è una Kitsune e che ha 900 anni. Durante la Seconda Guerra Mondiale, era stata portata in un campo di internamento giapponese, dove si innamorò di un giovane di nome Rhys. Il medico del campo vendeva medicine sul mercato nero alcune delle quali servivano ai giapponesi per curare la polmonite. In seguito scoppiò una rivolta, e Rhys rimase gravemente ustionato da una molotov lanciata da una vecchia donna giapponese, Satomi, che si scopre essere un lupo mannaro. Noshiko (la madre di Kira) fu attaccata dai soldati, e intanto il giovane medico morì senza che lei potesse salvarlo. Creduta morta, Noshiko comincia a riprendersi dalle ferite, anche se non è ancora in grado di muoversi, e crea un Nogitsune invocando i suoi antenati in modo da avere la sua vendetta, ma il Nogitsune sfugge al suo controllo e prende possesso del corpo del suo amato. Il Nogitsune compie una serie di omicidi, uccidendo tutto il personale e gli abitanti di Eichen House (il campo di internamento). Noshiko, completamente guarita e sapendo che come Kitsune è l'unica che può fermare il Nogitsune, prende una katana che lei aveva nascosto, e con l'aiuto della vecchia lupo mannaro giapponese, riesce a colpire il Nogitsune, ma la spada finisce in frantumi. Il Nogitsune lascia il corpo del medico morto sotto forma di mosca, perciò Noshiko lo imprigiona in un barattolo di vetro e lo nasconde nelle radici del Nemeton. Scott e i suoi amici potrebbero dunque essere stati in parte responsabili per il risveglio del Nogitsune con il loro sacrificio per i genitori. Kira, che è una Tuono Kitsune, è l'unica in grado di riparare la katana che sua madre le dà per fermare la Nogitsune ancora una volta. Nel frattempo Derek, Chris, Allison e lo sceriffo Stilinski cercano di rintracciare Stiles, sperando di riportarlo alla normalità. L'episodio termina con lo sceriffo che trova Stiles a casa di Derek.
- Guest star: JR Bourne (Chris Argent), Linden Ashby (Sceriffo Stilinski), Arden Cho (Kira Yukimura/Noshiko da giovane), Tamlyn Tomita (Noshiko Yukimura), Tom T. Choi (Ken Yukimura), Aaron Hendry (Nogitsune), Ryan Kelley (Jordan Parrish), Skyler Maxon (Caporale Rhys), Jackson Heywood (Merrick), Josh Duvendeck (Hayes), Lily Mariye (Satomi Ito), Nichole Bloom (Rinko), Hidekun Hah (Padre di Michio).
- Altri interpreti: Doug Cox (Dr. Liston).
- Ascolti USA: telespettatori 2 067 000[23]

## In profondità
- Titolo originale: De-Void
- Diretto da: Christian Taylor
- Scritto da: Jeff Davis

### Trama
Lo sceriffo Stilinski, Chris Argent, Allison e Derek, nel loft di quest'ultimo, hanno uno scontro con Stiles/Nogitsune interrotto poco dopo dall'arrivo degli Oni. Sono costretti perciò a combattere i demoni per evitare che uccidano Stiles, che nel frattempo è scappato. Successivamente il ragazzo ha un incontro con la madre di Kira nello scantinato della Echo House (dove è seppellito il precedente corpo del Nogitsune) durante il quale si ferisce per far uscire dal suo corpo delle mosche con cui prende il controllo dei licantropi (tutti tranne Scott e Peter). Di conseguenza i lupi impazziscono: Derek cerca di uccidere Chris (il quale riesce fortunatamente a difendersi) per vendicare la strage della sua famiglia, mentre Isaac, Ethan e Aiden tentano di uccidersi a vicenda, ma verranno fermati da Kira e Allison. Nel frattempo Lydia, con l'aiuto di Aiden e grazie alle sue capacità di Banshee, trova Stiles svenuto in un parcheggio e lo porta a casa di Scott. Qui, su suggerimento di Peter, Scott, con l'uso degli artigli, entra nella testa di Stiles insieme a Lydia per tentare di risvegliarlo. Intanto si tiene l'udienza per decidere la revoca dello sceriffo Stilinski, ma quest'ultimo viene aiutato dal padre di Scott, il quale gli rivela che il motivo per cui è tornato non è licenziarlo ma poter parlare con Scott, lasciando intuire un segreto di cui lo sceriffo è a conoscenza e che gli consiglia di rivelare al figlio. Nel frattempo Scott e Lydia sono entrati nella mente di Stiles, dove scoprono che lo scontro tra il ragazzo e il Nogitsune avviene sotto forma di partita ad un gioco da tavola giapponese, e che inoltre sono inavvicinabili. Lydia ricorda allora a Scott che Stiles, pur essendo umano, è un membro del suo branco, per cui il ragazzo lancia un ululato tale da riuscire a risvegliare il suo amico. Tornati nel mondo reale, il corpo di Stiles si libera del Nogitsune, che ha preso la forma del suo precedente corpo bendato. Tuttavia, tolte le bende, si scopre che quello è in realtà il vero Stiles, mentre l'altro Stiles è il Nogitsune che ha assunto le sue sembianze e ha approfittato del caos generale per rapire Lydia e scappare. Lydia dice a Peter che una certa Malia Tate è la sua figlia biologica.
- Guest star: JR Bourne (Chris Argent), Melissa Ponzio (Melissa McCall), Linden Ashby (Sceriffo Stilinski), Daniel Sharman (Isaac Lahey), Ian Bohen (Peter Hale), Seth Gilliam (Alan Deaton), Arden Cho (Kira Yukimura), Charlie Carver (Ethan), Max Carver (Aiden), Matthew Del Negro (Rafael McCall), Tamlyn Tomita (Noshiko Yukimura), Keahu Kahuanui (Danny Mahealani), Aaron Hendry (Nogitsune), Shelley Robertson (Presidente dell'udienza).
- Ascolti USA: telespettatori 1 796 000[24]

## Presentimento
- Titolo originale: Insatiable
- Diretto da: Tim Andrew
- Scritto da: Jeff Davis

### Trama
Mentre sono alla ricerca di Lydia (che ha lasciato un messaggio in cui dice di non cercarla), Aiden e Ethan vengono colpiti da un misterioso individuo con dei proiettili di strozzalupo, ma vengono salvati da Derek. Nel frattempo, a casa di Scott, Stiles viene messo alla prova dagli Oni, dimostrando di essere sé stesso e non più sotto il controllo del Nogitsune. Tuttavia il ragazzo è ancora molto debole e uccidere il Nogitsune potrebbe portare anche alla sua morte. La madre di Kira tenta di insegnare alla figlia il gioco da tavola cinese Go che Stiles e il Nogitsune stavano giocando, sostenendo che il demone si basa su di esso per attuare le sue mosse. Con l'aiuto del padre però, Kira scopre che le mosse che credeva del Nogitsune sono in realtà quelle della madre, e capisce che la donna ha altro in mente. Nel frattempo Lydia è stata portata nel campo di internamento giapponese dal Nogitsune; il gruppo vi si precipita e trova la madre di Kira con gli Oni, che ha intenzione di uccidere il Nogitsune anche se ciò significa uccidere Stiles. Il Nogitsune però si impossessa del coltello di Noshilko (che rappresenta la sua ultima coda da Kitsune) e spezzandolo ottiene il controllo degli Oni, che attaccano Kira, Allison e Isaac. Scott e Stiles intanto trovano Lydia, la quale continua a ripetere che non dovevano venire a cercarla perché succederà qualcosa di terribile, e così è: mentre combattono Allison, che ha forgiato delle nuove frecce con punte in argento, riesce con esse ad uccidere un Oni, ma viene colpita a morte da un altro nello stesso momento. Allison muore tra le braccia di Scott, consolando il ragazzo dicendogli di essere felice, poiché sta morendo tra le braccia del suo primo amore, colui che ha sempre amato.
- Guest star: JR Bourne (Chris Argent), Melissa Ponzio (Melissa McCall), Linden Ashby (Sceriffo Stilinski), Daniel Sharman (Isaac Lahey), Orny Adams (Bobby Finstock), Seth Gilliam (Alan Deaton), Arden Cho (Kira Yukimura), Charlie Carver (Ethan), Max Carver (Aiden), Matthew Del Negro (Rafael McCall), Tamlyn Tomita (Noshiko Yukimura), Keahu Kahuanui (Danny Mahealani), Tom T. Choi (Ken Yukimura), Ryan Kelley (Jordan Parrish), Maya Eshet (Meredith Walker), Aaron Hendry (Brunski e il Nogitsune).
- Ascolti USA: telespettatori 2 009 000[25]

## La mossa divina
- Titolo originale: The Divine Move
- Diretto da: Russell Mulcahy
- Scritto da: Jeff Davis

### Trama
Mentre piangono la perdita di Allison, Scott e il resto del gruppo si preparano allo scontro finale. Gli Oni, sotto il controllo del Nogitsune, prendono brutalmente il controllo dell'ospedale, della stazione dello sceriffo, della scuola e della clinica veterinaria. Isaac e Chris Argent realizzano che l'argento, se rimane abbastanza a lungo nel corpo degli Oni, può ucciderli. Nel frattempo tutti quelli attaccati dai demoni, tra cui Melissa e Alan, mostrano segni di avvelenamento. A scuola, Scott, Kira, Stiles e Lydia si battono contro il Nogitsune, ma quando sembra che stiano per soccombere Stiles capisce che il tutto non è altro che un'illusione e riescono a liberarsi. Nel frattempo Derek, Ethan e Aiden vengono sconfitti dagli Oni nel cortile, ma Chris e Isaac li salvano uccidendo i demoni con le frecce d'argento forgiate da Allison. Tuttavia, mentre uccide l'ultimo Oni, Aiden viene trafitto dalla sua lama e muore tra le braccia del fratello. Il Nogitsune però non è ancora sconfitto. Scott allora lo morde, e poiché egli non può essere contemporaneamente una volpe e un lupo, inizia ad indebolirsi, finché Kira non lo distrugge definitivamente con la katana, esorcizzando Stiles che ritorna così in forze. Il corpo del Nogitsune inizia a disintegrarsi fino a ritornare nella sua forma originale, una mosca, che viene intrappolata da Isaac nel cofanetto fatto di legno del Nemeton che conteneva gli artigli di Talia Hale. In questo modo le persone avvelenate dagli Oni guariscono. Dopo quanto successo, Scott ha iniziato ad insegnare a Malia come controllare le sue abilità, mentre Ethan dice a Danny che ha intenzione di lasciare Beacon Hills, scoprendo che il ragazzo sa tutto sui lupi mannari e gli altri esseri soprannaturali. Nel frattempo Derek parla con Stiles di un sogno che si scopre essere reale. Infatti, in una serie di flashback, viene rivelato che il graffio di un Alfa può trasformare qualcuno se gli artigli penetrano abbastanza profondamente. Si scopre quindi che una persona creduta da tutti morta è in realtà ancora viva ed è diventata un essere soprannaturale: Kate Argent, che fa irruzione nel loft di Derek preso d'assalto dagli uomini dei Calavera, fa fuori tutti e poi spara a un incredulo Derek, mostrando il suo nuovo sconvolgente aspetto.
- Guest star: JR Bourne (Chris Argent), Melissa Ponzio (Melissa McCall), Linden Ashby (Sceriffo Stilinski), Daniel Sharman (Isaac Lahey), Orny Adams (Bobby Finstock), Seth Gilliam (Alan Deaton), Arden Cho (Kira Yukimura), Charlie Carver (Ethan), Max Carver (Aiden), Shelley Hennig (Malia Tate), Matthew Del Negro (Rafael McCall), Tamlyn Tomita (Noshiko Yukimura), Keahu Kahuanui (Danny Mahealani), Jill Wagner (Kate Argent), Tom T. Choi (Ken Yukimura), Aaron Hendry (Nogitsune), Ryan Kelley (Jordan Parrish), Ivo Nandi (Severo).
- Ascolti USA: telespettatori 2 260 000[26]